# 3861 Lorenz
3861 Lorenz è un asteroide della fascia principale. Scoperto nel 1910, presenta un'orbita caratterizzata da un semiasse maggiore pari a 2,5553849 UA e da un'eccentricità di 0,1881233, inclinata di 5,64690° rispetto all'eclittica.